# Лесное (Акмолинская область)
Лесное (каз. Лесное) — село в Сандыктауском районе Акмолинской области Казахстана. Административный центр сельского округа Лесной. Код КАТО — 116449100.

## География
Село расположено в северо-западной части района, в 11 км на северо-запад от центра района села Балкашино.

### Улицы[2][3]
- ул. Бейбитшилик,
- ул. Достык,
- ул. Женис,
- ул. Мектеп,
- ул. Тауелсиздиктин 25 жылдыгы,
- ул. Шоссейная.

### Ближайшие населённые пункты
- село Речное в 6 км на западе,
- село Михайловка в 7 км на северо-западе,
- село Граниковка 8 км на юго-западе,
- село Балкашино в 11 км на юго-востоке.

## Население
В 1989 году население села составляло 1050 человек (из них русских 66%).
В 1999 году население села составляло 829 человек (372 мужчины и 457 женщин). По данным переписи 2009 года в селе проживало 750 человек (354 мужчины и 396 женщин).
| Численность населения | Численность населения | Численность населения |
| 1989                  | 1999                  | 2009                  |
| --------------------- | --------------------- | --------------------- |
| 1050                  | ↘829                  | ↘750                  |